# Santa Gertrudis, Zacatecas
Santa Gertrudis är en ort i Mexiko.   Den ligger i kommunen Tlaltenango de Sánchez Román och delstaten Zacatecas, i den centrala delen av landet, 500 km nordväst om huvudstaden Mexico City. Santa Gertrudis ligger 1 681 meter över havet och antalet invånare är 318.
Terrängen runt Santa Gertrudis är kuperad norrut, men söderut är den platt. Santa Gertrudis ligger nere i en dal. Runt Santa Gertrudis är det ganska glesbefolkat, med 31 invånare per kvadratkilometer. Närmaste större samhälle är Tlaltenango de Sánchez Román, 1,7 km sydost om Santa Gertrudis. I omgivningarna runt Santa Gertrudis växer huvudsakligen savannskog.